# Offensiva di Pasqua
L'offensiva di Pasqua, detta anche offensiva Nguyễn Huệ, fu una campagna militare intrapresa dalle forze armate del Vietnam del Nord e del Viet Cong ai danni del Vietnam del Sud tra il 30 marzo e il 22 ottobre 1972, nell'ambito dei più vasti eventi della guerra del Vietnam.
L'offensiva, il più grande attacco convenzionale mai scatenato dalle forze comuniste in Vietnam dall'inizio della guerra, vide lo schieramento di un gran numero di reparti dell'Esercito Popolare Vietnamita (Quân Đội Nhân Dân Việt Nam o EPV) appoggiati da carri armati e artiglieria pesante, un radicale cambiamento rispetto alle tattiche di guerriglia fino ad allora adottate; ciò nonostante, l'attacco non era propriamente inteso come azione decisiva per vincere la guerra, quanto come mossa per distruggere il maggior numero possibile di reparti dell'esercito sudvietnamita (Lục quân Việt Nam Cộng hòa o ESV), guadagnare il controllo di zone strategiche nel paese e mettere in crisi il governo di Saigon, tutti risultati che avrebbero consolidato la posizione negoziale di Hanoi nell'ambito dei colloqui di pace aperti con gli Stati Uniti d'America a Parigi.
L'alto comando statunitense aveva previsto una grande offensiva per l'anno 1972, ma rimase sorpreso dalla sua intensità e dal ricorso a tattiche convenzionali da parte degli attaccanti. Le forze dell'EPV attaccarono su tre fronti distinti: a nord investirono l'area del I Corpo d'armata sudvietnamita, responsabile delle province più settentrionali del Vietnam del Sud, penetrando attraverso la zona demilitarizzata vietnamita e catturando dopo aspri combattimenti la città di Quảng Trị, prima di essere bloccati davanti alla città di Huế più a sud; nella zona degli altopiani centrali del Vietnam, area del II Corpo sudvietnamita, i reparti nordvietnamiti provenienti dal Laos travolsero le difese di confine e investirono la capitale provinciale di Kon Tum, dove furono bloccati dalla dura resistenza dei sudvietnamiti; a sud infine, nella zona del III Corpo sudvietnamita, unità dell'EPV provenienti dalla Cambogia attaccarono la città di An Lộc, a nord-est della capitale Saigon, che divenne teatro di un lungo e sanguinoso assedio.
Dopo un periodo di stallo, tra giugno e luglio le forze dell'ESV contrattaccarono con decisione riconquistando parte del terreno perduto, azione culminata con la liberazione di Quảng Trị in settembre; su tutti e tre i fronti, gli attacchi delle forze comuniste furono ribattuti dal massiccio intervento delle forze aeree statunitensi e dall'impreparazione delle unità dell'EPV alle tattiche di guerra convenzionale, in particolare in materia di cooperazione tra fanteria e mezzi corazzati, che costarono agli attacchi dure perdite. Anche se le forze sudvietnamite resistettero alla prova più grande cui erano state sottoposte dall'inizio della guerra, il Vietnam del Nord aumentò l'estensione del territorio sotto il suo controllo diretto ottenendo zone da cui far ripartire gli attacchi in un prossimo futuro, cosa che gli consentì di aprire a posizioni più di compromesso in seno alle trattative di pace, culminate infine il 27 gennaio 1973 con la firma degli Accordi di pace di Parigi.

## Antefatti

### I preparativi

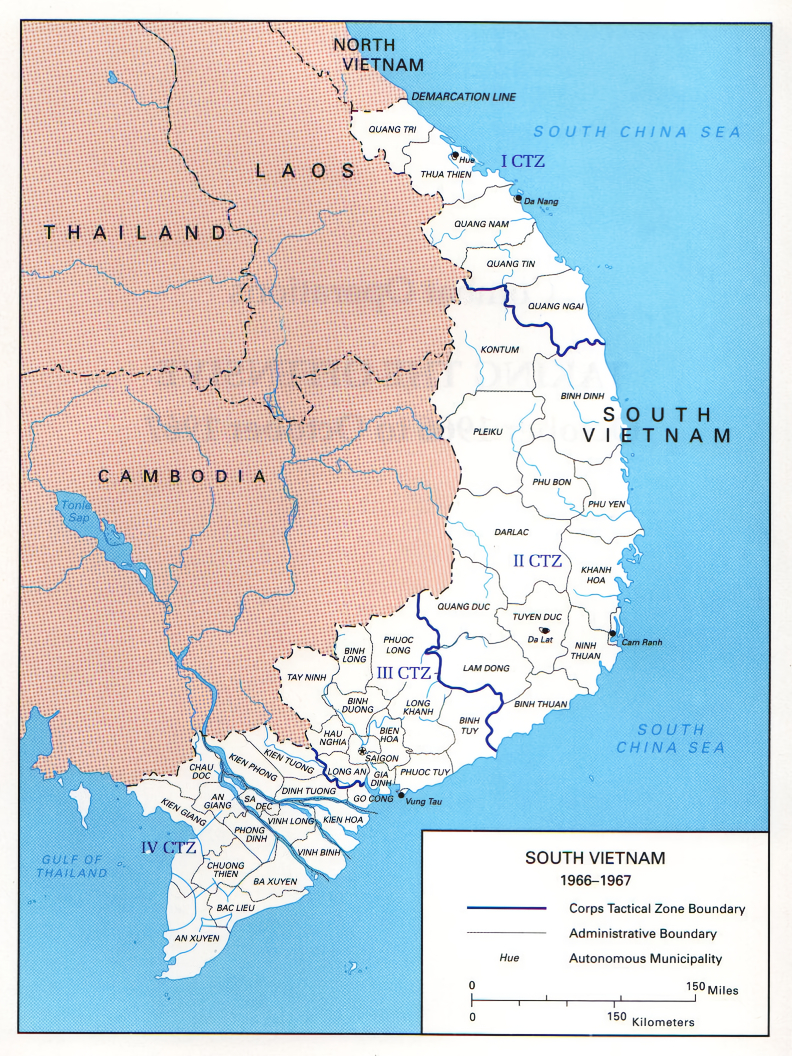
Carta del Vietnam del Sud con indicate le zone operative dei corpi d'armata dell'ESV

Sulla scia della pesante sconfitta patita dalle forze sudvietnamite nel corso dell'operazione Lam Son 719 in Laos nel febbraio-marzo 1971, la dirigenza comunista di Hanoi iniziò una serie di discussioni circa una possibile offensiva contro il Vietnam del Sud durante la diciannovesima riunione plenaria del Comitato Centrale del Partito Comunista del Vietnam. In dicembre, il Politburo nordvietnamita decise quindi di lanciare un attacco massiccio per l'inizio del 1972: quell'anno si sarebbero svolte le elezioni presidenziali negli Stati Uniti e vi era l'allettante prospettiva di poterle influenzare, considerando anche il montante sentimento contro la guerra da parte della popolazione statunitense. Con le forze da combattimento statunitensi ormai sul piede di ritirata dal Vietnam, le unità dell'esercito sudvietnamita (Lục quân Việt Nam Cộng hòa o ESV) erano distese fino al punto di rottura lungo i confini della nazione, lunghi più di 960 chilometri, e la loro pessima prova fornita durante la recente offensiva in Laos faceva promettere una facile vittoria per le truppe comuniste.
Questa decisione segnò la fine di una contesa politica che durava ormai da tre anni tra due fazioni interne al Politburo: quella raccolta attorno a Trường Chinh, presidente dell'Assemblea Nazionale, che sosteneva la necessità di continuare la dottrina maoista di una guerriglia a bassa intensità e la fazione del ministro della difesa Võ Nguyên Giáp, supportato anche dal segretario generale del partito Lê Duẩn, che spingeva invece per un'offensiva su larga scala secondo le tattiche convenzionali sovietiche. Il precedente fallimento della grande offensiva del Têt nel 1968 aveva portato a un calo dell'influenza di Giap nel Politburo, ma la vittoria sulle forze sudvietnamite durante l'incursione laotiana aveva riportato in auge la strategia convenzionale del ministro della difesa. A Lê Duẩn fu data la responsabilità della pianificazione dell'operazione, ma Giap mantenne per sé l'organizzazione degli aspetti logistici e l'approvazione finale del piano; l'ufficiale incaricato della conduzione dell'offensiva fu il capo di stato maggiore dell'esercito popolare nordvietnamita (Quân Đội Nhân Dân Việt Nam o EPV) generale Văn Tiến Dũng.
Argomento centrale divenne dove e con quali forze scatenare l'attacco, e quali dovessero essere i suoi obiettivi. Il Vietnam del Nord aveva abitualmente usato le regioni di confine di Laos e Cambogia per lo spostamento di rifornimenti e truppe di rinforzo, aggirando la Zona demilitarizzata vietnamita che divideva in due il Vietnam; spostarsi attraverso la zona demilitarizzata avrebbe però consentito di accorciare le vie di comunicazione, permettendo alle forze comuniste di concentrarsi dove il nemico fosse stato più debole, di attaccarlo violentemente e di rendergli impossibile la ridistribuzione delle sue forze altrove. L'azione attraverso la zona demilitarizzata avrebbe permesso di attirate l'attenzione e le risorse dei sudvietnamiti a nord, mentre altri due attacchi venivano lanciati in contemporanea: uno dal Laos nella regione degli altopiani centrali, onde tagliare in due il Vietnam del Sud, e uno dalla Cambogia a sud verso l'area della capitale sudvietnamita Saigon.
Il piano dell'operazione ricevette un nome in codice ispirato alla storia del Vietnam. Nel 1773 i tre fratelli Tây Sơn (così chiamati dal loro luogo di origine) unificarono un Vietnam diviso da rivolte e guerre civili, e nel 1788 il più giovane dei fratelli, Nguyễn Huệ, respinse un'armata di invasori cinesi nelle vicinanze di Hanoi: all'operazione fu quindi dato l'appellativo di "offensiva Nguyễn Huệ".
La campagna avrebbe visto l'impiego di un massiccio contingente di truppe pari all'equivalente di 14 divisioni, ma una vittoria decisiva non era parte della strategia dei nordvietnamiti che avevano invece obiettivi più limitati: si contemplò la possibilità di distruggere o almeno infliggere gravi perdite alle unità dell'esercito sudvietnamita, come pure di causare la caduta del presidente del Vietnam del Sud Nguyễn Văn Thiệu e di convincere gli Stati Uniti dell'inutilità di continuare il loro sostegno al paese e di dimostrare il fallimento della politica di "vietnamizzazione" del conflitto; fu inoltre presa in considerazione la prospettiva di catturare un capoluogo regionale del Vietnam del Sud per farne una sede stabile per il Governo Provvisorio Rivoluzionario della Repubblica del Vietnam del Sud. L'orientamento della leadership comunista fu ben illustrato in un articolo del giornale di partito del 1972: «Non importa se la guerra sarà prontamente conclusa o sarà prolungata... Entrambe sono opportunità di seminare i semi; tutto quello che dobbiamo fare è aspettare il tempo per il raccolto».

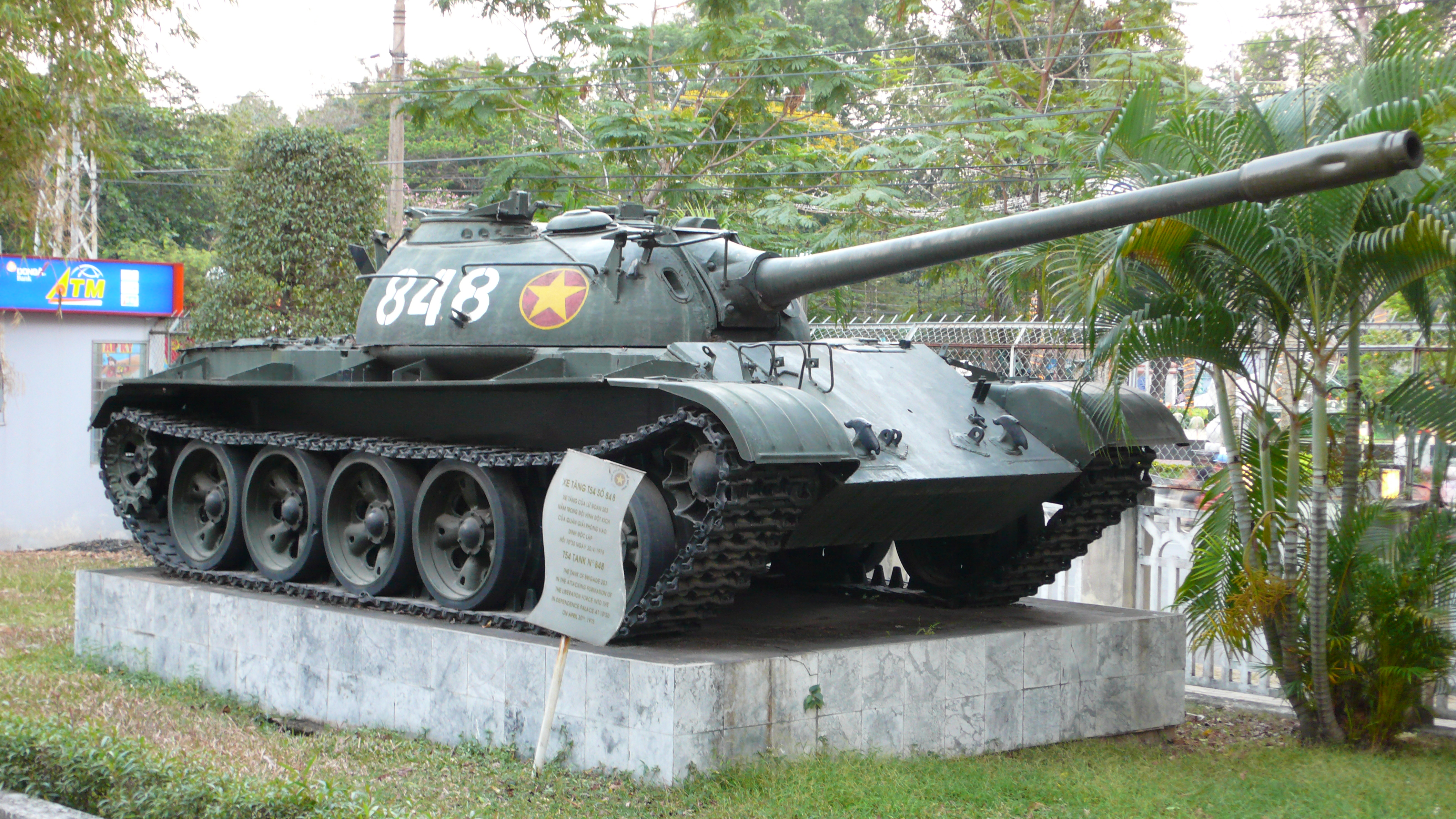
Un carro armato T-54 con le insegne nordvietnamite

La dirigenza nordvietnamita rimase sconcertata dall'apprendere, nell'estate del 1971, che il presidente statunitense Richard Nixon avrebbe personalmente visitato la Repubblica Popolare di Cina nel corso di una missione diplomatica prevista per il maggio 1972. I cinesi placarono i sospetti dei loro alleati vietnamiti rassicurandoli che maggiori aiuti militari ed economici sarebbero stati loro forniti nel corso del 1972; percependo questa spaccatura, l'Unione Sovietica, ormai in aperto antagonismo con la Cina, promise prontamente al Vietnam del Nord "aiuti addizionali senza necessità di rimborso". Questi accordi con cinesi e sovietici portarono al Vietnam del Nord una grande quantità di rifornimenti militari moderni, più che necessari per equipaggiare un esercito convenzionale: le forniture includevano 400 carri armati medi T-34, T-54 e Type 59 (copia cinese del T-54 sovietico) e 200 carri armati anfibi PT-76, centinaia di moderni missili terra-aria tra cui i modelli spalleggiabili e a ricerca di calore Strela 2 (SA-7 "Grail"), missili anticarro come i filoguidati Maljutka (AT-3 Sagger) e pezzi di artiglieria pesante a lungo raggio; per manovrare questa massa di nuove armi circa 25 000 soldati nordvietnamiti ricevettero addestramento specialistico, per l'80% in Unione Sovietica o altri paesi dell'Europa orientale.

### Il fallimento dell'intelligence
Nel tardo 1971, le agenzie di intelligence statunitensi e sudvietnamite emisero stime contraddittorie sulle intenzioni future delle forze comuniste: un'offensiva era attesa, ma sul tempo, sul luogo e sull'intensità della stessa vi era molta confusione. L'ultima operazione offensiva su larga scala tentata dai comunisti, l'offensiva del Tet nel 1968, era stata condotta principalmente dalle forze guerrigliere del Viet Cong, che nell'azione erano state praticamente semidistrutte; senza il supporto di un'estesa rete guerrigliera all'interno del Vietnam del Sud, una nuova offensiva su larga scala dei regolari nordvietnamiti era ritenuta largamente improbabile. Anche l'idea di un attacco attraverso la zona demilitarizzata era ritenuta poco probabile: tutte le precedenti azioni offensive e di infiltrazione dei nordvietnamiti erano state portate avanti dal territorio laotiano o cambogiano, e un assalto condotto dalla zona demilitarizzata rappresentava una palese violazione degli accordi di Ginevra del 1954, da sempre irremovibilmente difesi dalla dirigenza del Vietnam del Nord.
In dicembre, l'intelligence degli alleati rilevò che le unità regolari nordvietnamite distaccate in supporto dei Khmer rossi all'interno della Cambogia stavano iniziando a riportarsi verso le zone di confine; sia in Cambogia che in Laos fu inoltre rilevato un inusuale incremento delle attività di infiltrazione dei nordvietnamiti, come pure un notevole aumento del reclutamento militare all'interno dello stesso Vietnam del Nord. Nel gennaio 1972, ufficiali della Defense Intelligence Agency (DIA) statunitense ragguagliarono il segretario alla difesa Melvin Laird, sostenendo che un'offensiva comunista avrebbe preso piede dopo il periodo di festività del capodanno lunare vietnamita (Tết Nguyên Ðán o Tết) e che essa avrebbe visto l'impiego di una grossa forza corazzata; Laird non rimase molto convinto, e in un discorso al Congresso degli Stati Uniti d'America nel tardo gennaio definì come "non seriamente possibile" l'idea di un'offensiva su larga scala dei comunisti in Vietnam.
Non vi era accordo tra i servizi di intelligence statunitensi e sudvietnamiti circa le intenzioni dei comunisti; il comando statunitense in Vietnam (Military Assistance Command, Vietnam o MACV) era tuttavia molto preoccupato al riguardo: unità di ricognitori infiltrate nelle zone dei passi di Mụ Giạ e Ban Karai, al confine meridionale tra Laos e Vietnam del Nord, scoprirono grossi concentramenti di uomini e rifornimenti da parte dell'esercito nordvietnamita. Il MACV convenne che i nordvietnamiti stavano preparandosi per un'offensiva nella zona degli altopiani centrali e delle regioni settentrionali del Vietnam del Sud, azione che sarebbe ricaduta quasi interamente sulle forze sudvietnamite visto che l'ammontare delle truppe statunitensi nel paese era ormai sceso a 69 000 uomini, in maggioranza adibiti a compiti di sostegno e supporto, e destinato a calare fino a 27 000 effettivi entro il 30 novembre prossimo.
Il comandante delle forze statunitensi, generale Creighton Abrams, era convinto che un'offensiva fosse imminente e che essa avrebbe avuto inizio durante o nelle immediate vicinanze delle festività del Tết, all'inizio del nuovo anno; Abrams notificò all'ammiraglio Thomas Moorer, presidente degli Stati Maggiori riuniti, che i nordvietnamiti avrebbero tentato di «replicare gli effetti dell'offensiva del 1968, forse con un'operazione limitata mirate meno ad infliggere la sconfitta sul campo di battaglia e più a influenzare l'opinione pubblica americana». Il consenso all'interno del MACV era che l'offensiva nordvietnamita sarebbe stata presto lanciata nella zona del II Corpo negli altopiani centrali del Vietnam, ma quando ormai all'inizio di marzo ancora nessun'azione in tal senso era ancora avvenuta i comandi statunitensi furono ridicolizzati dalla stampa per l'allarme infondato che avevano dato; il momento di crisi sembrò passare e le forze alleate tornarono a i loro compiti di pacificazione di routine. L'ambasciatore statunitense Ellsworth Bunker lasciò il Vietnam del Sud alla volta del Nepal mentre il generale Abrams partì per la Thailandia per trascorrere il periodo delle vacanze di Pasqua con la sua famiglia.

## L'offensiva

### Area del I Corpo

#### L'impreparazione dei sudvietnamiti
Le unità sudvietnamite su cui stava per abbattersi l'offensiva includevano la 1ª e la 3ª Divisione di fanteria nelle province di Quang Tri e di Thua Thien nell'estremo nord del Vietnam del Sud, con la 2ª Divisione di fanteria in appoggio poco più a sud; questa forza era inoltre sostenuta da due brigate di marine sudvietnamiti (la 147ª e la 258ª), dal 51º Reggimento fanteria indipendente, dal 1º Gruppo ranger e da vari distaccamenti della milizia regionale e popolare, approssimativamente 30 000 uomini. Le unità sudvietnamite erano principalmente attestate in posizioni difensive statiche e mancavano di adeguate riserve mobili.
Cuscinetto dell'urto iniziale dell'offensiva sarebbe stata la 3ª Divisione di fanteria, formazione creata nell'ottobre 1971 e dislocata in un arco di avamposti lungo la zona demilitarizzata, da poco occupati dopo la partenza delle truppe da combattimento statunitensi. Per creare questa nuova formazione, la 1ª Divisione di fanteria (probabilmente la migliore unità dell'ESV) fu privata del suo 2º Reggimento fanteria mentre dalle riserve del I Corpo fu fatto arrivare l'11º Reggimento cavalleria corazzata: entrambe le unità erano formazioni esperte, bene addestrate ed equipaggiate, e pronte all'azione; gli altri due reggimenti della divisione, il 56º e il 57º Reggimento fanteria, erano invece formazioni di scarto, composte da disertori ricatturati, uomini rilasciati dalle prigioni in cambio del servizio militare oppure tratti dalla milizia regionale o popolare. La divisione era condotta da ufficiali e sottufficiali provenienti da altre unità, e come tutte le unità dell'ESV a questo stadio del conflitto soffriva di una carenza di consiglieri militari statunitensi, che ormai erano presenti solo a livello di reggimento, brigata e comando di divisione. A causa del generale convincimento che i nordvietnamiti non avrebbero violato la "sacralità" della zona demilitarizzata, la 3ª Divisione era stazionata nella relativa "zona sicura" alle spalle del confine; la divisione era guidata dal neo promosso generale di brigata Vu Van Giai, già vicecomandante della 1ª Divisione.
Il comandante del I Corpo sudvietnamita, tenente generale Hoàng Xuân Lãm, era un ufficiale che incarnava l'indecisione e l'inefficacia della struttura di comando di Saigon, come era stato dimostrato anche troppo clamorosamente durante l'operazione Lam Son 719. Lam si concentrò sulle questioni amministrative lasciando le decisioni tattiche ai suoi comandanti subordinati: considerando le circostanze, questa non era una soluzione sbagliata, ma solo fino a quando i suoi subordinati non dovevano trovarsi ad affrontare difficoltà troppo gravi.
Nei mesi precedenti l'attacco, l'intelligence statunitense si era accapigliata sulla possibilità di un'offensiva dei nordvietnamiti attraverso la zona demilitarizzata: gli analisti della DIA previdero "in via cautelare" tale contingenza mentre la CIA minimizzò tale possibilità; i consiglieri statunitensi del generale Lam erano d'accordo con la sua valutazione che una palese violazione degli accordi di Ginevra da parte dei nordvietnamiti era improbabile. Quando il weekend di Pasqua 1972 arrivò, il generale Giai pianificò di invertire la posizione del 56º Reggimento (disposto lungo l'area centrale della zona demilitarizzata) con quella del 2º Reggimento (dislocato alla base di artiglieria di Camp Carroll nell'ovest): a causa della scarsità di automezzi le unità furono mosse simultaneamente dando inevitabilmente origine a mescolanze reciproche con conseguente disorganizzazione; alle 11:30 del 30 marzo entrambi i quartier generali delle due unità avevano spento le loro radio per attuare lo scambio di zone operative. Con le sue comunicazioni frammentate, le sue unità frammischiate e il tempo pessimo a sufficienza da impedire le operazioni aeree, la 3ª Divisione sudvietnamita offriva un bersaglio ottimale per la massa delle forze comuniste in arrivo da nord.

#### La battaglia di Quảng Trị

Carta dell'offensiva nordvietnamita nella zona del I Corpo

L'offensiva iniziò a mezzogiorno del 30 marzo 1972, quando un intenso sbarramento di artiglieria si abbatté sugli avamposti più settentrionali dell'ESV nella provincia di Quảng Trị. Due divisioni nordvietnamite (la 304ª e la 308ª) per un totale di circa 30 000 uomini supportati da due reggimenti corazzati con più di 100 carri armati, attraversarono la zona demilitarizzata e attaccarono l'area del I Corpo d'armata sudvietnamita, corrispondente alle cinque province più settentrionali del Vietnam del Sud. La 308ª Divisione nordvietnamita e due reggimenti indipendenti attaccarono frontalmente il cosiddetto "anello d'acciaio", l'arco di avamposti e basi di fuoco sudvietnamite appena a sud della zona demilitarizzata. Da ovest la 312ª Divisione dell'EPV, la quale includeva anche un reggimento corazzato, si mosse dalle sue basi in Laos lungo la strada nazionale 9, superando Khe Sanh e penetrando nella valle del fiume Quảng Trị.
Il 1º aprile il generale Giai dovette ordinare il ripiegamento della 3ª Divisione sudvietnamita a sud del fiume Cua Viet, al fine di riorganizzarne i ranghi; quella mattina elementi corazzati sudvietnamiti tennero a bada le forze dell'EPV fino a quando il cruciale ponte QL-1 sul Cua Viet a Đông Hà fu fatto saltare in aria dal capitano John Ripley dell'United States Marine Corps, consigliere militare presso la 3ª Divisione. Alla prima ondata delle unità dell'EPV si aggiunsero poi la 320ª Divisione B e la 352ª Divisione C, mentre simultaneamente la 324ª Divisione B si mosse fuori dalla valle di A Sầu e avanzò in direzione est verso le basi di fuoco "Bastogne" e "Checkmate" che proteggevano da ovest la città di Huế, antica capitale storica del Vietnam; contrattacchi di disturbo della 1ª Divisione sudvietnamita fecero però saltare la tabella di marcia degli attaccanti.
L'offensiva dei nordvietnamiti era stata regolata per coincidere con la stagione del monsone, le cui precipitazioni impedirono le operazioni a bassa quota dei velivoli d'attacco al suolo della United States Air Force in appoggio ai reparti dell'ESV; la situazione fu inoltre aggravata dalle operazioni di recupero di un pilota statunitense abbattuto il 2 aprile 1972 dietro le linee dell'EPV, il tenente colonnello Iceal Hambleton ("Bat-21"): tali operazioni, protrattesi per dodici giorni consecutivi con gran dispiegamento di mezzi, portarono all'imposizione di un'area vietata ai bombardamenti delle forze alleate a sud e ovest del fiume Cam Lo, mossa che consentì ai reparti nordvietnamiti di attraversare indisturbati la zona. Le unità d'avanguardia nordvietnamite erano accompagnate da reparti antiaerei mobili equipaggiati con il nuovo semovente contraereo sovietico ZSU-57-2 e con i lanciatori spalleggiabili per missili Strela-2, armi molto efficaci contro elicotteri e velivoli in volo a bassa quota.
Camp Carroll, una base di fuoco per l'artiglieria situata a mezza strada tra il confine laotiano e la costa, era il perno delle linee difensive dell'ESV a nord e ovest nonché il più forte ostacolo a un'avanzata nordvietnamita verso la città di Quảng Trị, ma il 2 aprile il colonnello Pham Van Dinh, comandante del 56º Reggimento sudvietnamita, consegnò il campo alle avanguardie dell'EPV e si arrese insieme ai 1 500 uomini della guarnigione senza che fosse stato sparato un solo colpo; più avanti quel giorno le unità dell'ESV abbandonarono anche Mai Loc Camp, l'ultima postazione sulla linea di difesa occidentale: questo consentì ai nordvietnamiti di attraversare il ponte sul Cam Lộ 11 chilometri a ovest di Dong Ha, e di avere un accesso incontrastato alla parte occidentale della Provincia di Quảng Trị a nord del fiume Thach Han.
L'avanzata dell'EPV fu rallentata per tre settimane da azioni ritardanti e contrattacchi locali da parte dei sudvietnamiti, ma la mattina del 27 aprile i nordvietnamiti lanciarono un attacco su più fronti contro Dong Ha (caduta il giorno seguente) e avanzarono di 1,5 chilometri in direzione della città di Quảng Trị. Il generale Giai aveva pianificato una ritirata progressiva dalla città per consolidare le difese sudvietnamite a sud del fiume Thach Han, ma davanti agli ordini conflittuali emessi tanto da Giai quanto dal comandante del I Corpo generale Lam molte formazioni dell'ESV si frammentarono e poi collassarono, abbandonando al nemico gran parte del terreno a nord della città. Il 29 aprile il generale Giai ordinò una ritirata generale alla volta del fiume My Chanh, tredici chilometri più a sud, abbandonando Quảng Trị; il 1º maggio gli elicotteri evacuarono dalla città gli ultimi 132 superstiti della guarnigione, tra cui 80 soldati statunitensi.
L'esodo delle unità dell'ESV fu accompagnato da migliaia di civili sudvietnamiti in fuga dai combattimenti: la massa di persone in marcia verso sud lungo l'autostrada 1 sulla costa rappresentò un obiettivo facile per l'artiglieria nordvietnamita, che la bombardò ripetutamente. Reparti nordvietnamiti mossero sul fianco della colonna in ritirata e le unità dell'ESV, ormai prive di comandanti e di coesione, cedettero senza poter opporre molta difesa; le basi di fuoco "Bastogne" e "Checkmate" a ovest, tuttavia, caddero solo dopo una strenua resistenza grazie al massiccio appoggio dei bombardieri B-52 statunitensi, che inflissero pesanti perdite ai reparti nordvietnamiti.
Giai evacuò il resto delle sue forze da Quảng Trị, che cadde in mano all'EPV il 2 maggio. Quello stesso giorno il generale Lam fu richiamato a Saigon per un colloquio con il presidente Nguyễn Văn Thiệu e rimosso dal comando del I Corpo, passato al tenente generale Ngô Quang Trưởng, già comandante del III Corpo; protetto da amicizie politiche, a dispetto della sua dimostrata incompetenza Lam fu promosso a un incarico presso il Ministero della difesa del Vietnam del Sud. Anche se messo al comando di truppe disorganizzate e alle prese con gli ordini contraddittori dei suoi superiori, il generale Giai aveva condotto una ragionevolmente buona battaglia difensiva e Trưởng chiese che fosse mantenuto alla guida della 3ª Divisione; invece il presidente Thiệu, alla ricerca di un capro espiatorio per il disastro, ordinò che Giai fosse arrestato, processato per "diserzione in faccia al nemico" e condannato a cinque anni di prigione.

#### I contrattacchi sudvietnamiti

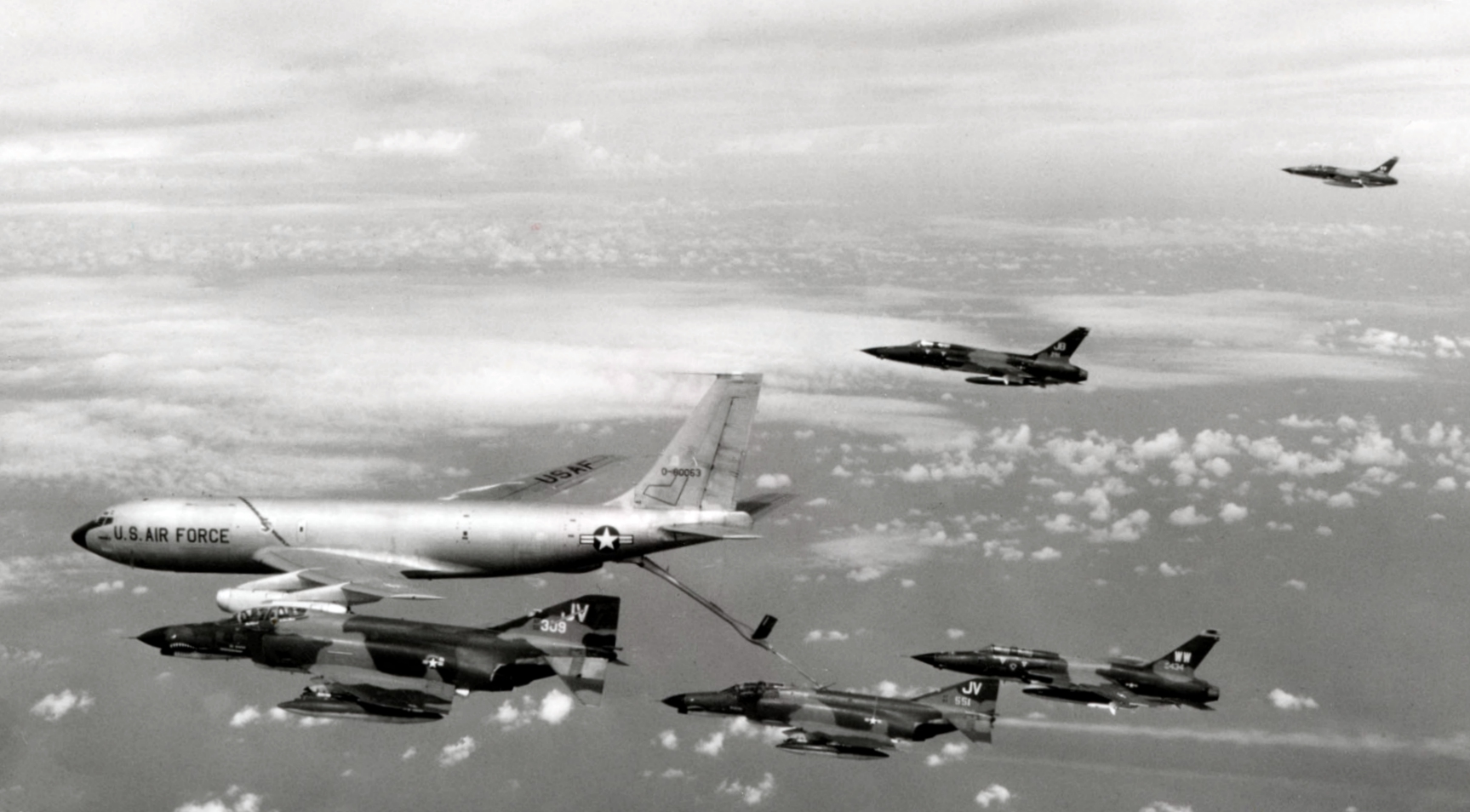
Un'aerocisterna KC-135A rifornisce in volo dei cacciabombardieri F-4 Phantom ed F-105 Thunderchief in rotta per il Vietnam

Il 28 aprile il 29º e l'803º Reggimento dell'EPV catturarono la base di fuoco "Bastogne", il punto di ancoraggio del fianco occidentale della difesa di Hue; ciò rese intenibile la vicina base di fuoco "Checkmate", che fu evacuata quella notte. Hue era ormai esposta a un attacco diretto lungo la strada 547, e il 2 maggio forze dell'EPV tentarono di circondare la città da sud. I nordvietnamiti tentarono anche di lanciare attacchi in direzione sud lungo l'autostrada 1 e di attraversare il corso del fiume Thach Han, ma poco dopo aver preso il comando il generale Trưởng ricevette in rinforzo la 2ª e la 3ª Brigata della Divisione paracadutisti, un'unità d'élite, e il riorganizzato 1º Gruppo ranger sudvietnamiti, portando la consistenza delle forze dell'ESV a Hue a 35 000 uomini; in aggiunta, i difensori furono aiutati da un'intera settimana di bel tempo, che rese possibili massicci attacchi di supporto da parte dell'aviazione statunitense. L'avanzata nordvietnamita fu quindi bloccata per il 5 maggio seguente.
Per metà maggio, Trưởng si sentì abbastanza forte per tentare una mossa offensiva, lanciando una serie di attacchi limitati, finte e incursioni note con il nome in codice di Song Than ("Onda di marea") con lo scopo di squilibrare i reparti nordvietnamiti, allargare il perimetro difensivo attorno a Hue e negare al nemico spazio di manovra. Tra il 15 e il 20 maggio i sudvietnamiti riconquistarono le basi di fuoco "Bastogne" e "Checkmate", mentre un attacco nordvietnamita contro la città fu respinto il 21 maggio con la perdita per gli attaccanti di 18 carri armati e circa 800 uomini.

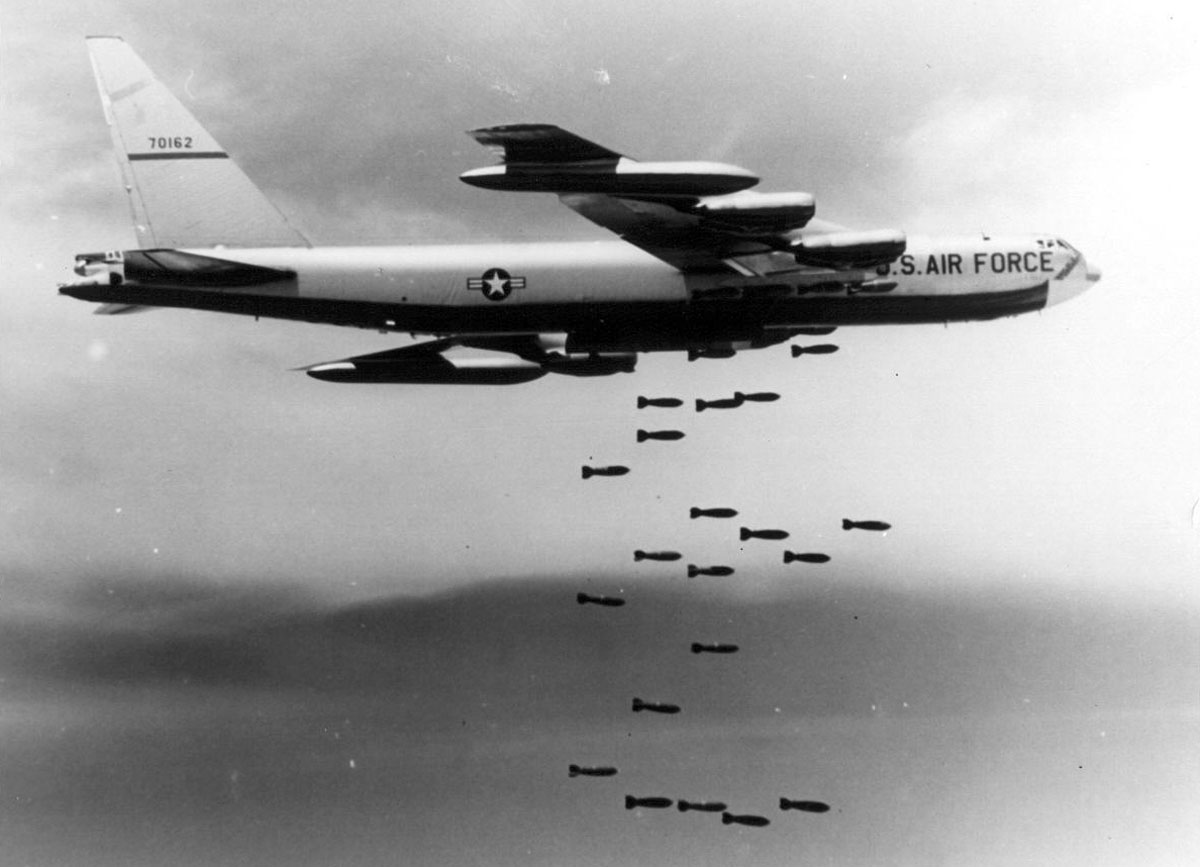
Un B-52 statunitense mentre sgancia il suo carico di bombe

Il 25 maggio un massiccio attacco consentì ai nordvietnamiti di forzare il corso del fiume Thach Han, ma le unità dell'ESV si difesero con ferocia obbligando il nemico a ripiegare sulle posizioni di partenza per il 29 maggio seguente. Questo fu l'ultimo attacco su vasta scala contro le difese di Hue: il maggior generale Frederick Kroesen, consigliere anziano presso il I Corpo, aveva previsto che la caduta di Quảng Trị avrebbe portato di conseguenza alla caduta di Hue, ma i nordvietnamiti non furono in grado di sfruttare il loro successo iniziale abbastanza in fretta, uno dei loro maggiori errori nel corso della campagna. Da metà giugno, il tempo bello consentì più accurati bombardamenti da parte delle forze aeree alleate e delle navi da guerra statunitensi dislocate lungo la costa. Il 14 giugno Trưởng aggiornò il presidente Thiệu e i vertici del MACV circa il suo piano di contrattacco per riprendere l'intera Provincia di Quảng Trị: inizialmente Thiệu non si dimostrò soddisfatto, preferendo un'operazione su più piccola scala, ma le continue insistenze di Trưởng e la sua enfasi sulla superiorità del potere di fuoco che potevano garantire gli alleati statunitensi convinsero infine il presidente a dare il suo assenso all'azione.
Il 28 giugno il I Corpo sudvietnamita scatenò quindi l'operazione Lam Son 72: la 1ª Divisione di fanteria continuò la sua mai cessata pressione in direzione ovest alla volta della frontiera con il Laos, mentre la Divisione paracadutisti, la Divisione marine, il 1º Gruppo ranger e il 7º Reggimento cavalleria corazzata mossero lungo la costa verso nord alla volta di Quảng Trị; la Divisione paracadutisti aprì la strada e, tramite una serie di operazioni aeromobili, riuscì a scacciare i reparti nordvietnamiti dalle loro posizioni difensive. Nel giro di dieci giorni i paracadutisti dell'ESV arrivarono fino alla periferia di Quảng Trị: il piano originario di Trưởng era di aggirare la città e puntare a tutta velocità verso il fiume Cua Viet per tagliare fuori i difensori nordvietnamiti, ma il presidente Thiệu intervenne personalmente per ordinare la ricattura immediata di Quảng Trị, la cui conquista da parte dei comunisti era da lui indicata come «un simbolo e una sfida» alla sua autorità personale.
Le unità d'assalto dell'ESV si ritrovarono ben presto impantanate in una serie di scontri alla periferia di Quảng Trị, e i nordvietnamiti mossero in direzione ovest fuori dalla città le loro 304ª e 308ª Divisione onde sottrarle al massiccio supporto aereo che gli statunitensi stavano scatenando in appoggio agli alleati. La difesa della città fu lasciata a un raggruppamento di unità di rincalzo dell'EPV e reparti della milizia: molti dei soldati erano appena arrivati, non conoscevano i loro comandanti e avevano la chiara sensazione di essere stati mandati dai loro superiori a sacrificarsi, ma la cittadella di Quảng Trị aveva alte e solide mura, il terreno avvantaggiava i difensori che inoltre potevano contare su un massiccio supporto di artiglieria. Gli scontri a Quảng Trị, soprannominata "la città hamburger" a causa dell'alto numero di vittime causate dai combattimenti, andarono avanti a lungo: l'11 luglio le unità di marine dell'ESV lanciarono un massiccio assalto elitrasportato a nord ed a est della città che riuscì, dopo tre giorni di pesanti scontri, a tagliare le ultime strade che conducevano a Quảng Trị, obbligando l'EPV a dirottare rinforzi e rifornimenti per la guarnigione attraverso il fiume Thach Han dove risultavano molto vulnerabili agli attacchi aerei. Nel solo mese di luglio, l'aeronautica statunitense compì 5 461 attacchi aerei tattici e 2 054 bombardamenti con i B-52 in supporto alla controffensiva dell'ESV.
Il 27 luglio i reparti di marine sudvietnamiti rilevarono i paracadutisti come elementi d'avanguardia dell'avanzata dell'ESV all'interno della città, ma i progressi furono lenti con scontri casa per casa e incessanti bombardamenti d'artiglieria scatenati da entrambe le parti; solo il 16 settembre la pesantemente difesa cittadella di Quảng Trị cadde infine nelle mani dei sudvietnamiti. Le forze di Trưởng avanzarono quindi lungo la riva meridionale del Thach Han dove infine si fermarono, esauste e decimate dalle pesanti perdite, senza poter tentare di spingersi ulteriormente avanti verso la città di Đông Hà che rimase quindi in mano all'EPV; almeno un quarto degli 8 000 marine sudvietnamiti coinvolti nella battaglia rimase ucciso o ferito.

### Area del III Corpo - La battaglia di An Lộc

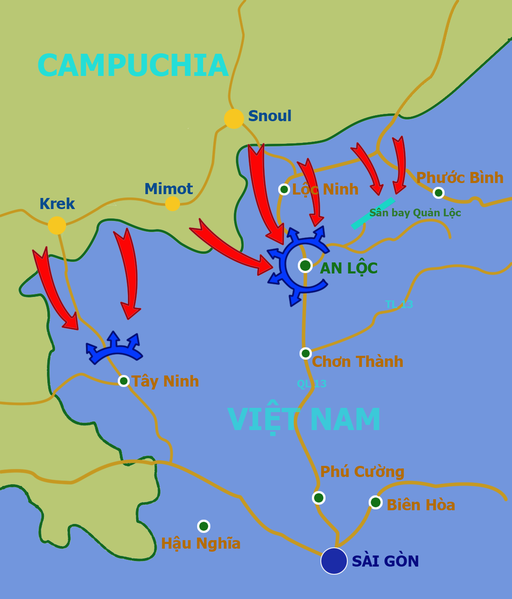
L'offensiva nordvietnamita nell'area del III Corpo

L'offensiva iniziale dell'EPV nella Provincia di Quảng Trị fu seguita il 5 aprile da un attacco fuori dalla Cambogia nella Provincia di Binh Long, nell'area del III Corpo d'armata sudvietnamita a nord-est della capitale Saigon, diretto verso le città e le basi aeree di Lộc Ninh, Quần Lợi e An Lộc; gli obiettivi iniziali dell'attacco rimangono poco chiari, con l'impressione che esso fosse solo una puntata esplorativa da rinforzare a seconda delle circostanze che avrebbe incontrato. L'azione era diretta dal Fronte B-2 del generale Trần Văn Trà, che aveva inizialmente ai suoi ordini la 5ª Divisione di fanteria (unità mista di regolari nordvietnamiti e vietcong) e il 203º Reggimento corazzato. Le forze comuniste mossero dalla Cambogia lungo l'autostrada 9 alla volta del posto di frontiera di Loc Ninh: qui, 2 000 uomini del 9º Reggimento sudvietnamita e di un battaglione ranger respinsero cinque distinti attacchi di fanteria appoggiati da mezzi corazzati prima di crollare infine il 7 aprile; le unità dell'EPV isolarono quindi la 25ª Divisione di fanteria dell'ESV nella vicina Provincia di Tay Ninh inviando due reggimenti ad attaccare le sue postazioni avanzate.
Intuendo che la capitale provinciale di An Lộc sarebbe stata il prossimo obiettivo, il comandante del III Corpo tenente generale Nguyễn Văn Minh distaccò la 5ª Divisione di fanteria perché difendesse la città, rinforzandola poi il 7 aprile con due battaglioni ranger e tra il 10 e l'11 aprile con altri due battaglioni di fanteria addizionali; la 21ª Divisione di fanteria, dislocata nell'area del delta del Mekong più a sud, fu spostata a Chon Thanh per unirsi a un reggimento distaccato dalla 9ª Divisione di fanteria e formare un raggruppamento di rinforzo per le unità impegnate ad An Lộc. Tutte queste forze furono assegnate al comando del generale di brigata Lê Văn Hưng, comandante della 5ª Divisione. Mentre questi spostamenti erano in atto le forze comuniste del fronte B-2 si avvicinarono ad An Lộc da est, mentre simultaneamente la 7ª Divisione di fanteria dell'EPV aggirava la città e muoveva verso sud lungo l'autostrada 13 per bloccare qualunque movimento di rinforzi provenienti da Chon Thanh; nelle intenzioni dei nordvietnamiti An Lộc, molto vicina a Saigon, poteva diventare un'ottima sede per il governo provvisorio comunista del Vietnam del Sud.

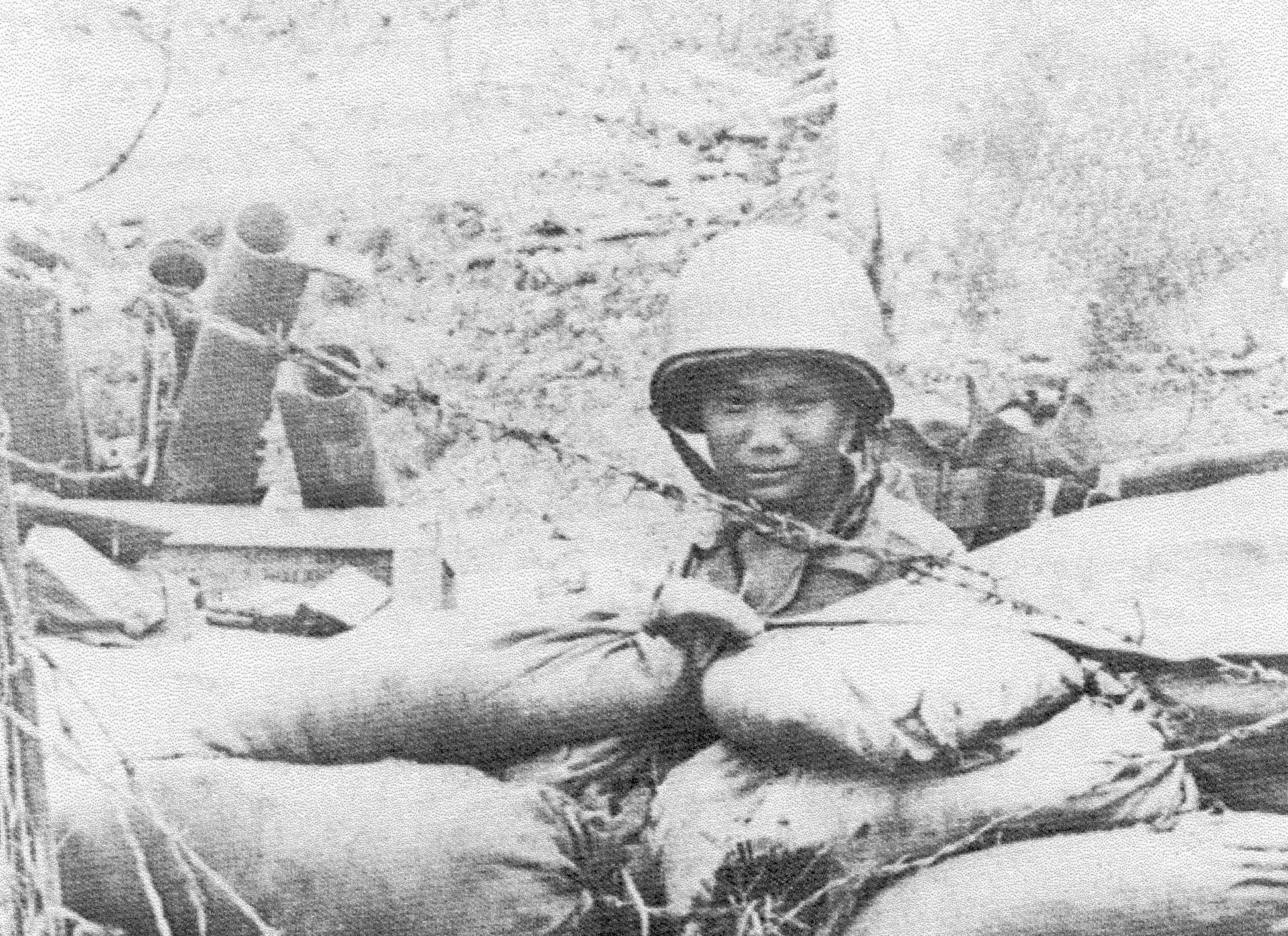
Un fante dell'ESV in trincea ad An Lộc equipaggiato con razzi anticarro M72 LAW

Per il 13 aprile An Lộc era circondata e sottoposta a pesanti attacchi di fanteria, carri armati e artiglieria della 9ª Divisione comunista; gli attaccanti dovettero però affrontare un diluvio di fuoco di risposta scatenato dalle forze aeree, dall'artiglieria e dai mezzi corazzati degli alleati, con largo impiego di bombe al napalm. Il piccolo contingente di consiglieri militari statunitensi rimasto in città si rivelò determinante per la difesa, servendo come stato maggiore separato per l'organizzazione del supporto aereo e di artiglieria, della logistica e dei servizi di intelligence; i rapporti tra il comandante dei consiglieri colonnello William Miller e il generale Hung si rivelarono però difficili, a causa della riluttanza del sudvietnamita a lanciare contrattacchi decisi.
I continui assalti comunisti consentirono loro di penetrare all'interno del centro urbano, catturando l'aeroporto della città e riducendo il perimetro tenuto dalle forze sudvietnamite a un'ampiezza di circa un chilometro quadrato. Un deciso attacco il 21 aprile portò i carri armati dell'EPV all'interno del perimetro tenuto dai sudvietnamiti, ma i mezzi subirono pesanti perdite a causa delle armi anticarro in dotazione ai difensori e dell'intervento degli elicotteri attrezzati come cannoniere volanti, e l'attacco fu respinto; la fanteria comunista fu comunque in grado di catturare gran parte del settore nord della città, dove iniziò a trincerarsi. L'iniziale shock dei reparti sudvietnamiti alla vista dei carri armati dell'EPV fu poi mitigato dalla scarsa coordinazione tra i mezzi e la fanteria comunista in appoggio, che finiva col rendere i veicoli facili bersagli per le armi anticarro; in altre occasioni, gruppi di fanti comunisti mossero all'attacco senza alcun appoggio dei carri, e questo fallimento nelle tattiche di coordinazione tra mezzi corazzati e fanteria rappresentò uno dei principali punti deboli messi in mostra dall'EPV durante l'offensiva, che gli alleati si affrettarono a sfruttare.
A causa del fallimento nel conquistare rapidamente An Lộc, il comandante della 9ª Divisione ricevette delle critiche ufficiali e il comando fu riassegnato all'ufficiale più anziano della divisione; a dispetto della mancanza di coordinazione tattica, la maggior difficoltà incontrata dai nordvietnamiti fu rappresentata dagli incessanti bombardamenti scatenati dalle forze aeree degli alleati, che ridussero la consistenza dei reparti e resero difficile i rifornimenti. Dopo il fallimento del grande assalto del 21 aprile lo scontro si trasformò in un assedio, con i nordvietnamiti che riversarono sul perimetro tenuto dagli alleati una media di 1 200/2 000 razzi, colpi d'artiglieria e di mortaio al giorno; An Lộc era completamente circondata e i difensori potevano essere riforniti solo per via aerea, cosa non facile visto che l'aeroporto era in mano agli attaccanti: i rifornimenti furono comunque garantiti da 448 missioni aeree che paracadutarono un totale di 2 693 tonnellate di munizioni, rifornimenti medici e viveri.

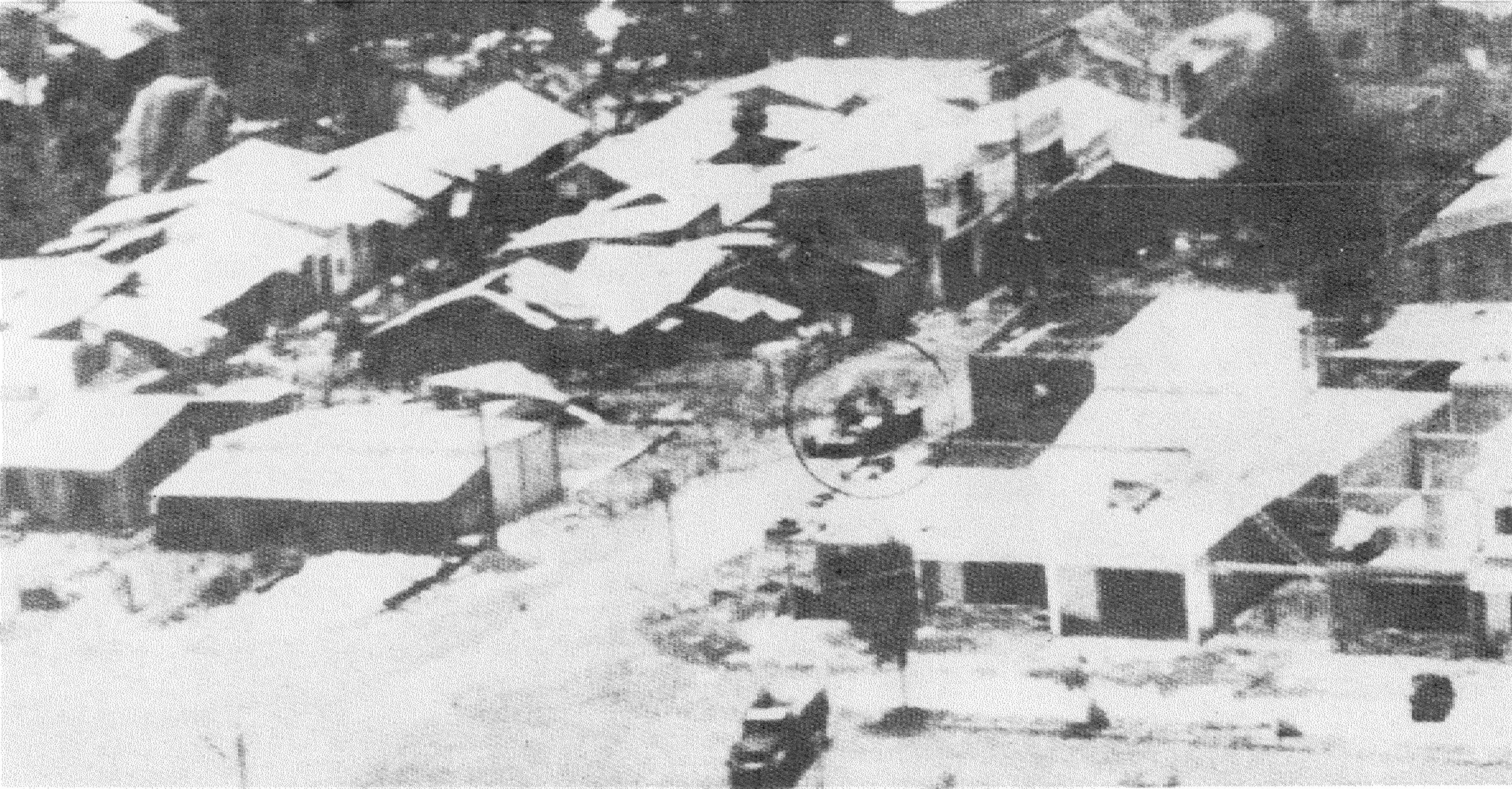
Un T-54 nordvietnamita distrutto dagli elicotteri statunitensi nelle strade di An Lộc

La situazione rimase statica fino all'11 maggio, quando un nuovo grande assalto nordvietnamita, appoggiato da un bombardamento d'artiglieria che riversò sulla città più di 8 300 proiettili, colpì duramente il perimetro tenuto dall'ESV. Gli attaccanti riuscirono ancora una volta ad aprirsi la strada all'interno della città, ma la loro offensiva collassò davanti a un massiccio attacco aereo degli alleati che mise fuori combattimento 40 carri e 800 uomini; a partire dalle 05:30 di quel mattino e ininterrottamente per le successive 25 ore, le forze aeree statunitensi lanciarono un attacco di bombardieri B-52 ogni 55 minuti, e per i successivi tre giorni ogni volta che i reparti comunisti si ammassavano per riprendere l'attacco subivano pesanti bombardamenti prima ancora di potersi muovere.
Un tentativo di soccorrere la guarnigione assediata fu messo in piedi dalla 21ª Divisione sudvietnamita, che tuttavia fallì nell'impresa: per tre settimane la divisione tentò di aprirsi la via lungo l'autostrada 13 ma fu costantemente bloccata dalle azioni ritardanti messe in atto da piccoli distaccamenti di forze comuniste; benché la divisione non fosse riuscita a raggiungere il suo obiettivo, le sue azioni giovarono comunque ai difensori perché obbligarono i comunisti a distaccare varie unità dall'assedio per contenerle. L'apice dei combattimenti fu raggiunto il 14 maggio, quando un nuovo attacco in massa dei comunisti si infranse contro la dura resistenza dei difensori; benché i nordvietnamiti rimanessero nella zona e continuassero a colpire An Lộc con l'artiglieria, l'impeto della loro offensiva era ormai stato infranto. Per il 12 giugno le ultime unità comuniste si ritirarono dal centro abitato e questo consentì ai difensori di evacuare con successo dal perimetro più di 1 000 soldati feriti. Lentamente, le decimate unità nordvietnamite si ritirarono verso nord e ovest sotto la copertura di distaccamenti di retroguardia; il 18 giugno, il comando del III Corpo poté dichiarare che l'assedio era finito. Il governo di Saigon dichiarò che 8 000 suoi cittadini erano stati uccisi o feriti nel corso degli scontri nella città, di cui approssimativamente 1 000 civili; gli statunitensi stimarono in 25 000 tra morti e feriti le perdite nei ranghi dei comunisti, anche se questa cifra non poté mai essere confermata.

### Area del II Corpo - La battaglia di Kon Tum

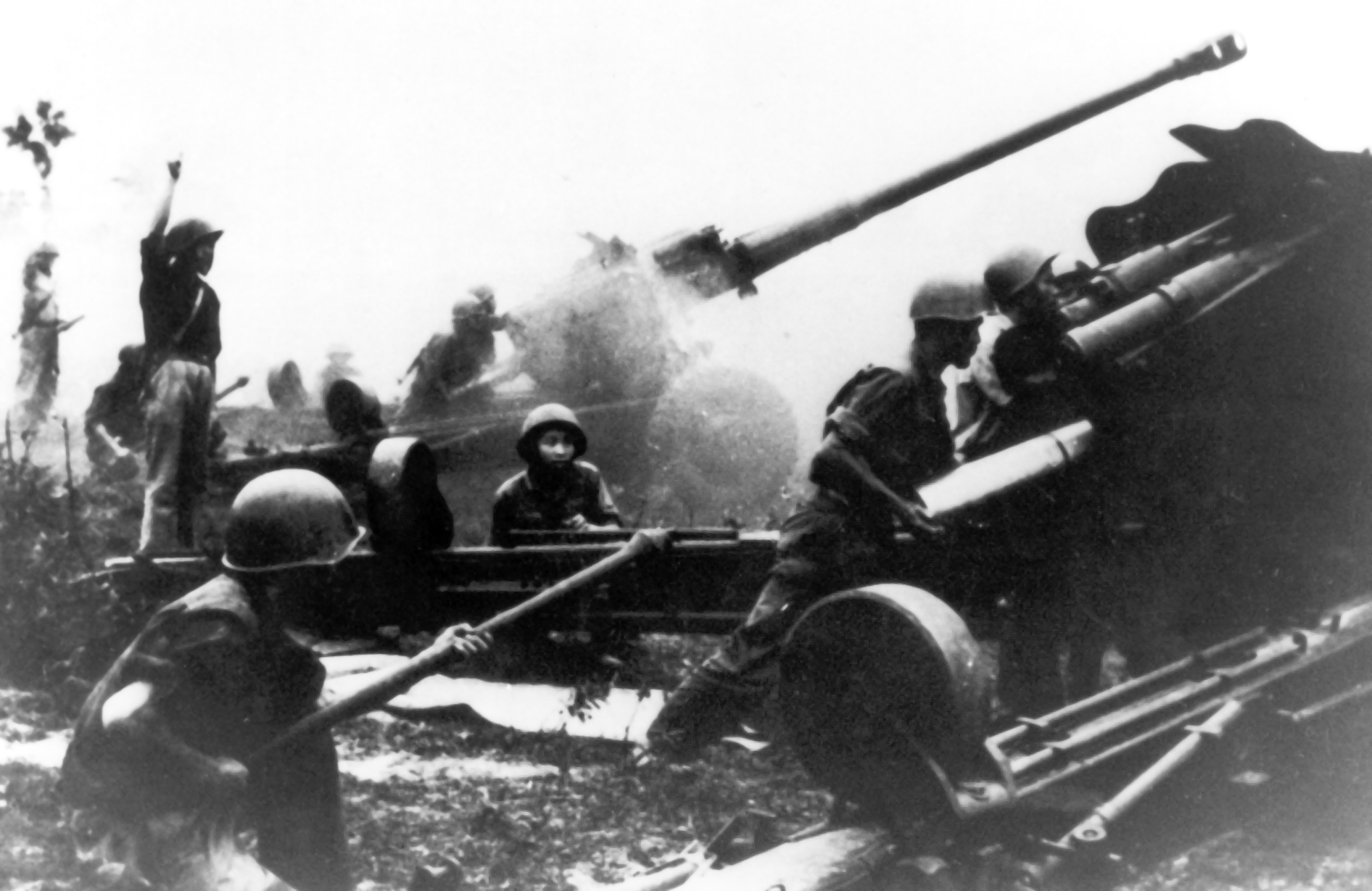
Artiglieria dell'EPV in azione a Kon Tum

Nell'area degli altopiani centrali del Vietnam, l'obiettivo per le forze dell'EPV era rappresentato dalle città di Kon Tum e Pleiku: la loro cattura avrebbe aperto alla possibilità di procedere a est verso le pianure costiere, spezzando in due il Vietnam del Sud. L'azione negli altopiani centrali fu preceduta il 5 aprile da una serie di attacchi diversivi delle forze comuniste nella Provincia di Binh Dinh, che puntavano all'interruzione dell'autostrada 1, alla cattura di alcune basi di fuoco dell'ESV e a distrarre l'attenzione delle unità sudvietnamite dall'azione principale a ovest. Le forze nordvietnamite, riunite nel Fronte B-3 del tenente generale Hoang Minh Thao, comprendevano la 320ª e la 2ª Divisione di fanteria nella zona degli altopiani e la 3ª Divisione nelle pianure, per un totale di circa 50 000 uomini.
Schierate contro di esse, agli ordini del II Corpo d'armata dell'ESV del tenente generale Ngô Du, vi erano la 22ª e la 23ª Divisione di fanteria, due squadroni di cavalleria corazzata e una brigata di paracadutisti. Già da gennaio era divenuto evidente che i nordvietnamiti stavano organizzando un'offensiva nella zona del triplice confine tra Cambogia, Laos e Vietnam, e numerosi raid dei B-52 statunitensi erano stati condotti nell'area nel tentativo di rallentare questi preparativi; le forze sudvietnamite erano state inoltre dislocate vicino al confine per rallentare qualsiasi mossa offensiva del nemico e consentire ai bombardieri di colpirne le linee di rifornimento. Gli attacchi nella Provincia di Binh Dinh, tuttavia, mandarono nel panico il generale Du e quasi lo convinsero a cadere nell'inganno teso dai nordvietnamiti richiamando le sue unità dalla zona degli altopiani; John Paul Vann, che benché fosse un civile era direttore del U.S. Second Regional Assistance Group e comandante dei consiglieri statunitensi assegnati al II Corpo, riuscì a rassicurare Du e a convincerlo che le azioni nelle piane costiere erano solo un diversivo e che l'attacco principale sarebbe arrivato dal Laos a ovest. L'operato di Van, e l'uso che fece dei suoi contatti civili e militari nella regione, fu poi fondamentale nel coordinare il sostegno statunitense al II Corpo nella battaglia imminente.

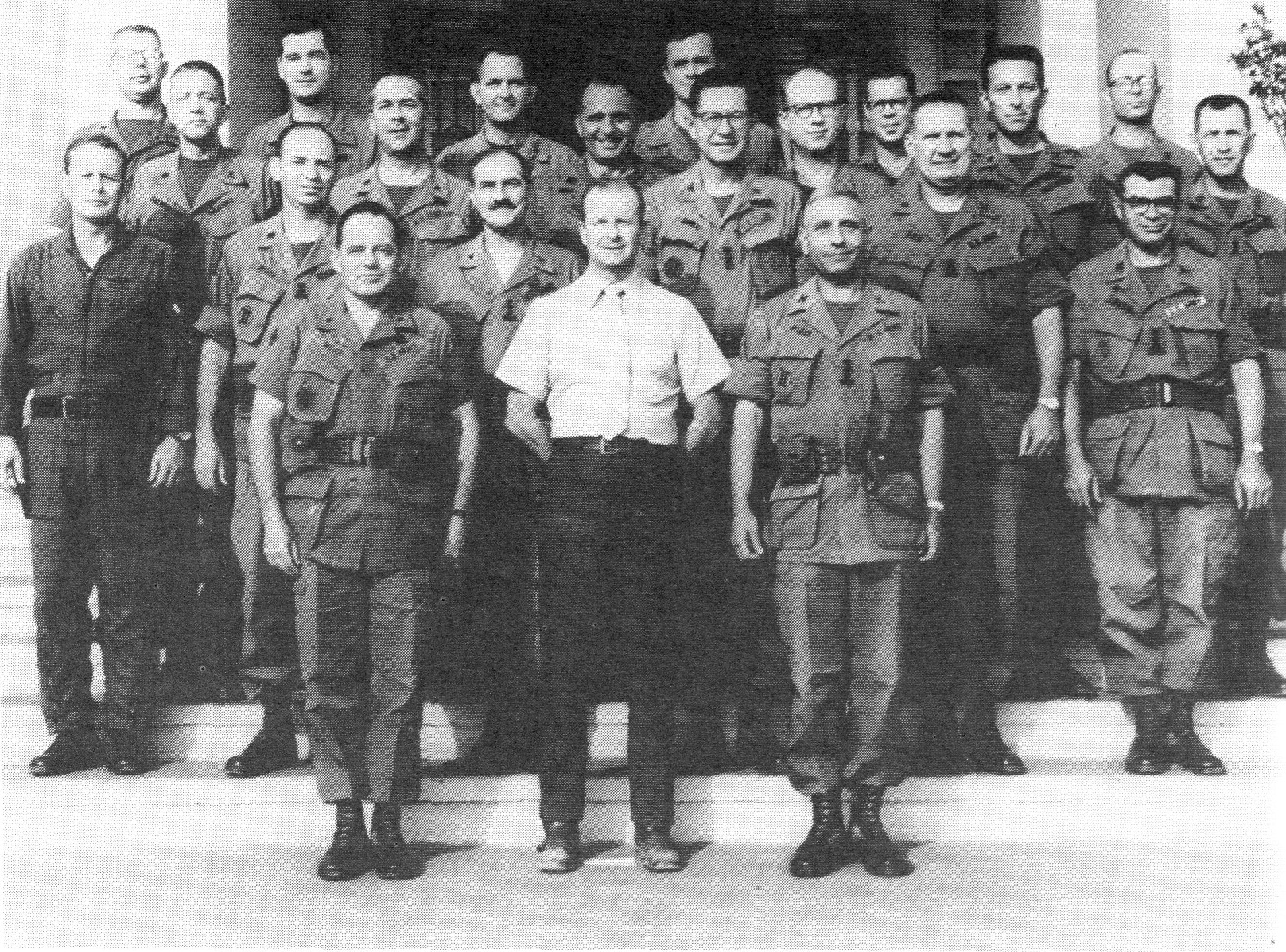
John Paul Vann e lo staff statunitense al quartier generale del II Corpo di Pleiku

Su insistenza di Vann, il generale Du schierò due reggimenti della 22ª Divisione nelle basi avanzate di Tân Cảnh e Đắk Tô e due squadroni corazzati in quella di Ben Het. Il 12 aprile la 2ª Divisione di fanteria dell'EPV, il 203º Reggimento corazzato e alcuni reggimenti indipendenti attaccarono frontalmente le basi avanzate di Tân Cảnh e Đắk Tô; quando le forze corazzate sudvietnamite si mossero fuori da Ben Het in aiuto delle guarnigioni, caddero in un'imboscata e furono distrutte. Le posizioni difensive sudvietnamite a nord-ovest di Kon Tum furono sopraffatte e iniziarono rapidamente a disgregarsi, mettendo il comando del II Corpo in crisi: con il resto delle unità della 22ª Divisione schierate a copertura della costa, rimanevano solo poche forze per proteggere la stessa Kon Tum. Inaspettatamente, tuttavia, l'avanzata dei nordvietnamiti in direzione sud si arrestò per tre cruciali settimane; anche se la pressione sulle sue forze diminuiva il generale Du cominciò a cedere, facendosi prendere dal panico e iniziando a cessare di dare ordini: Vann ignorò ogni pretesto di comando superiore sudvietnamita e iniziò apertamente a dare ordini lui stesso, affidando la responsabilità di Kon Tum al colonnello Ly Tong Ba, l'aggressivo comandante della 23ª Divisione di fanteria, e richiedendo massicce incursioni dei B-52 statunitensi sulle forze nordvietnamite per rallentarle e permettergli di far affluire nuove truppe con cui stabilizzare la situazione.
Per il 14 maggio le unità nordvietnamite avevano infine raggiunto Kon Tum, dove lanciarono il loro assalto principale: la 320ª Divisione di fanteria, appoggiata da due reggimenti della 2ª Divisione e da elementi del 203º Reggimento corazzato, attaccò da nord, sud e ovest la città, ora difesa dalla 23ª Divisione sudvietnamita rinforzata da alcuni gruppi di ranger dell'ESV. Le tre settimane perdute prima dell'inizio dell'attacco costarono care ai nordvietnamiti: per il 14 maggio il grosso degli scontri nelle zone del I e III Corpo era cessato, permettendo alla flotta dei B-52 statunitensi di concentrarsi nell'area degli altopiani centrali; non divenne affatto raro che Vann potesse ottenere in suo appoggio anche 21 delle 25 incursioni giornaliere dei B-52 in tutto il Vietnam del Sud, e tra il 14 maggio e il 7 giugno circa 300 bombardamenti furono condotti nelle zone attorno a Kon Tum. Durante il primo attacco nordvietnamita le posizioni del 44º e del 45º Reggimento sudvietnamita si sbriciolarono e furono travolte, ma una ben piazzata incursione di B-52 colpì i reparti attaccanti direttamente nel punto di sfondamento: la mattina dopo, quando i sudvietnamiti furono in grado di rioccupare le posizioni perdute, furono rinvenuti i corpi senza vita di 400 attaccanti oltre a sette carri armati distrutti.
Su insistenza di Vann, il presidente Thieu decise infine di rimpiazzare il generale Du con il più competente maggior generale Nguyễn Văn Toàn. Le azioni a Kon Tum videro il ripetersi di massicci assalti frontali dei nordvietnamiti che inevitabilmente finivano per infrangersi contro il diluvio di fuoco scatenato dai B-52, dagli aerei da supporto tattico e dagli elicotteri attrezzati come cannoniere, che sostenevano ogni contrattacco delle unità sudvietnamite. Il 26 maggio quattro reggimenti nordvietnamiti appoggiati dai carri armati riuscirono ad aprire un varco nella linea di difesa, ma la loro avanzata fu bloccata dagli elicotteri statunitensi che impiegarono per la prima volta i nuovi missili anticarro filoguidati BGM-71 TOW; nei successivi tre giorni di scontri 24 carri armati T-54 nordvietnamiti furono distrutti dai TOW, e la breccia nelle difese fu infine richiusa.
Con il determinate supporto delle forze aeree e nonostante le pesanti perdite, le unità sudvietnamite riuscirono a tenere la città di Kon Tum per il resto della battaglia. Ai primi di giugno le unità dell'EPV iniziarono a ritirarsi verso ovest, lasciando più di 4 000 morti sul campo di battaglia; i servizi di intelligence statunitensi stimarono le perdite totali delle forze comuniste nell'area degli altopiani centrali tra i 20 000 e i 40 000 uomini. John Vann non ebbe tuttavia il tempo di godersi la vittoria: il 9 giugno, mentre rientrava a Kon Tum dopo una riunione a Saigon, rimase ucciso nello schianto del suo elicottero; Vann fu poi insignito postumo dal presidente Nixon della Medaglia presidenziale della libertà, la massima onorificenza civile statunitense.

## Il supporto aereo

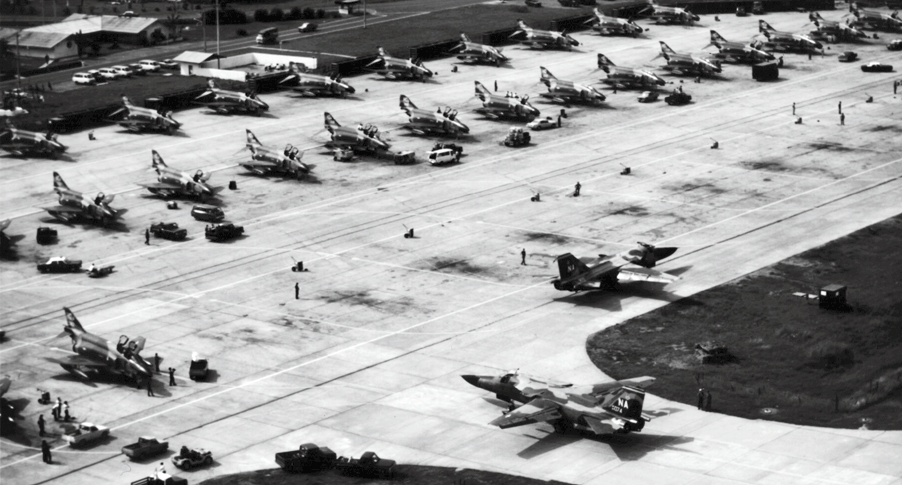
Cacciabombardieri statunitensi dislocati nelle basi thailandesi di Takhli (sopra) e Korat (sotto)

I nordvietnamiti avevano sincronizzato l'inizio della loro offensiva perché coincidesse con la fine della stagione del monsone invernale, quando pioggia e nuvole basse fornivano una copertura sotto cui l'attacco poteva procedere senza interferenze da parte delle incursioni aeree degli alleati; attacchi aerei erano possibili solo ad opera di velivoli ognitempo, che potevano sganciare con precisione i loro ordigni attraverso la copertura nuvolosa grazie alla strumentazione di guida radar o al sistema LORAN.
Le missioni di supporto aereo furono condotte dagli aerei della Seventh Air Force e della Seventh/Thirteenth Air Force statunitensi dislocati nelle basi in Vietnam del Sud e Thailandia, nonché dagli aerei della Task Force 77 della United States Navy a bordo delle portaerei in navigazione nel Mar Cinese Meridionale. Oltre al maltempo, il problema più serio che gli statunitensi dovettero affrontare fu la continua diminuzione di personale disponibile durante i quattro anni precedenti, che riguardava in particolare il personale di supporto a terra e di manutenzione degli aerei: per la primavera del 1972, l'aviazione statunitense aveva solo tre squadroni di F-4 Phantom e uno di A-37 Dragonfly dislocati nel Vietnam del Sud, per un totale di 76 aerei; altri 114 cacciabombardieri erano invece stazionati in varie basi in Thailandia, oltre a 83 B-52 divisi tra la base thailandese di U-Tapao e la Andersen Air Force Base di Guam. La Task Force 77 della marina aveva assegnate quattro portaerei ma solo due, la USS Coral Sea e la USS Hancock, erano in posizione al momento dell'offensiva, per un totale di 140 aerei d'attacco a disposizione.

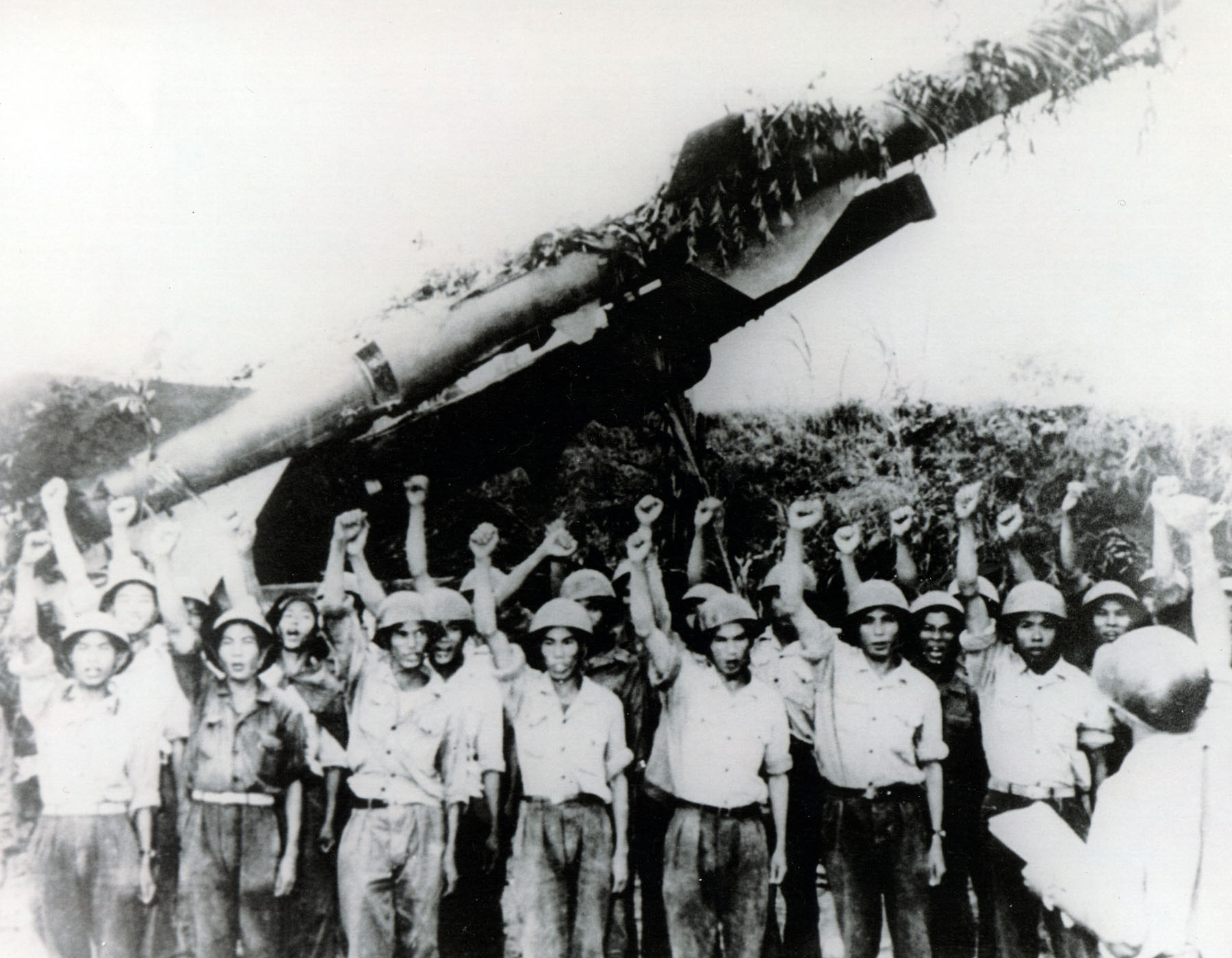
Artiglieri nordvietnamiti con un missile antiaereo S-75

Per rinforzare i ranghi, tra il 7 aprile e il 13 maggio, 176 F-4 e 12 F-105 Thunderchief furono trasferiti in Thailandia dalle basi nella Corea del Sud e degli Stati Uniti d'America continentali nel corso dell'operazione Constant Guard I-IV, mentre tra il 5 febbraio e il 23 maggio lo Strategic Air Command spostò a Guam altri 124 B-52 nell'ambito dell'operazione Bullet Shot. La United States Seventh Fleet nel Pacifico fu inoltre rinforzata con altri quattro gruppi di portaerei addizionali, incluse le USS Kitty Hawk, USS Constellation, USS Midway e USS Saratoga: questo garantì la presenza di almeno quattro portaerei al largo delle coste vietnamite in ogni momento. L'aviazione sudvietnamita (Không lực Việt Nam Cộng hòa) aveva all'epoca una consistenza di nove squadroni di cacciabombardieri A-1 Skyraider, A-37 Dragonfly ed F-5 Freedom Fighter per un totale di 119 apparecchi, cui aggiungere altri due squadroni di cannoniere volanti AC-47 e AC-119 per un totale di 28 aerei.
Le difficoltà date dalle condizioni meteo al supporto aereo ravvicinato furono aggravate anche dal massiccio schieramento da parte dell'EPV di unità antiaeree a protezione dei propri elementi di prima linea. I nordvietnamiti spostarono diverse batterie di cannoni antiaerei da 85 mm e 100 mm assistiti da radar a sud della zona demilitarizzata, mentre all'interno della zona stessa furono dislocate delle batterie di missili terra-aria S-75 (SA-2 Guideline), il dispiegamento più a sud mai raggiunto da questi sistemi d'arma durante il conflitto; l'efficacia dei sistemi missilistici nordvietnamiti fu dimostrata già il 17 febbraio, quando 81 SA-2 abbatterono tre F-4 vicino alla zona demilitarizzata
La perdita nella zona settentrionale del I Corpo delle basi di fuoco dell'artiglieria fece del tiro di supporto delle navi da guerra statunitensi la principale fonte di appoggio d'artiglieria in quell'area: osservatori del Corpo dei Marine furono inviati in volo nella zona insieme ai controllori del supporto aereo, fornendo le coordinate per i bombardamenti lungo la costa. All'apice dell'offensiva, tre incrociatori e 38 cacciatorpediniere statunitensi erano impegnati nelle missioni di fuoco navale in appoggio ai sudvietnamiti.

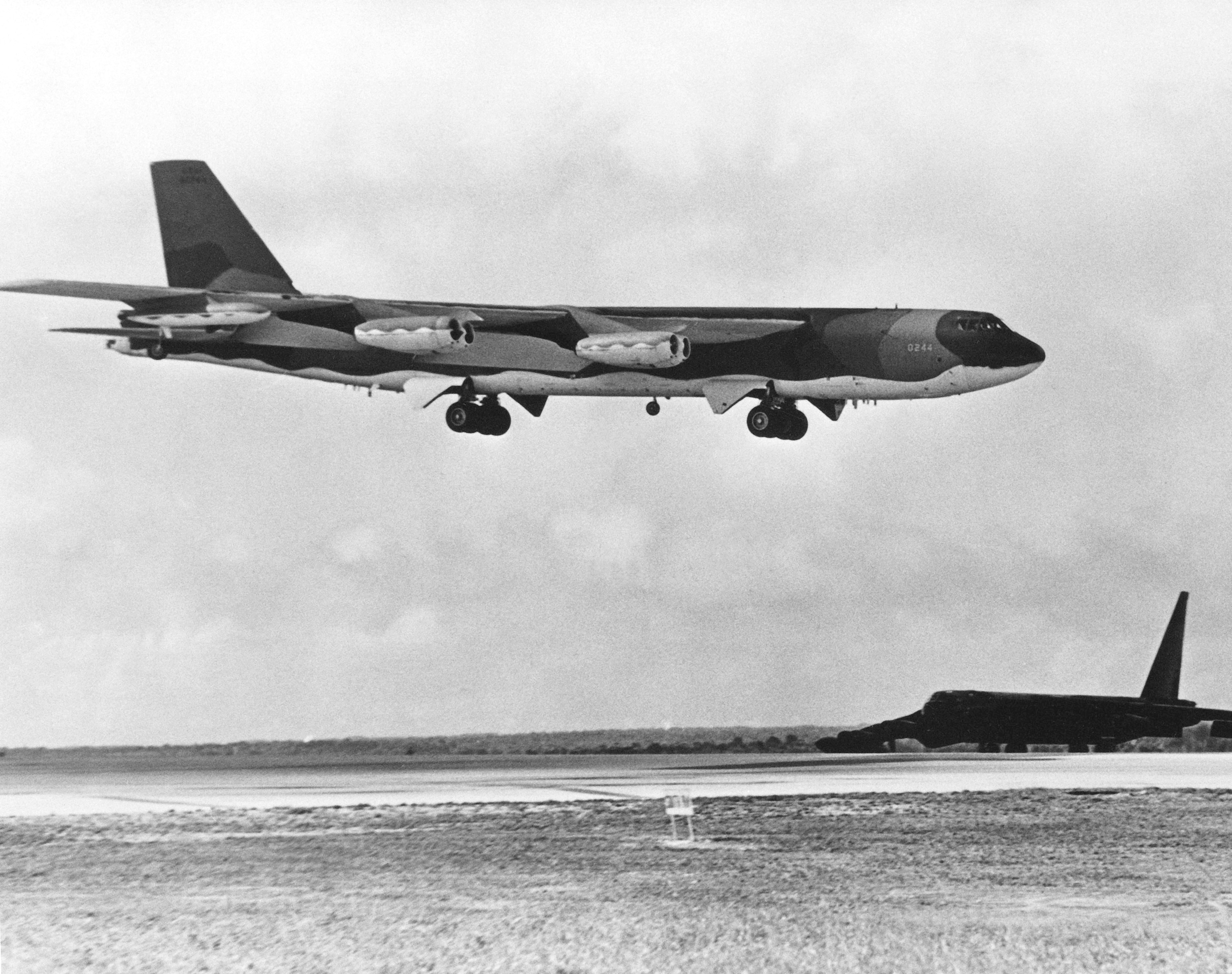
Un B-52 rientra alla Andersen Air Force Base di Guam dopo una missione in Vietnam

Con il miglioramento delle condizioni meteo più avanti nel corso dell'offensiva, il numero di sortite degli aerei alleati incrementò. Tra aprile e giugno furono registrate 18 000 sortite di combattimento in appoggio ai reparti dell'ESV, il 45% delle quali ad opera dell'aviazione statunitense, il 30% della marina e del Corpo dei Marine, e il 25% dell'aviazione sudvietnamita; i soli B-52 compirono altre 2 724 sortite. Le perdite ad opera del fuoco antiaereo ammontarono a dieci aerei statunitensi e sei sudvietnamiti.
Il 4 aprile, davanti alla ferocia dell'offensiva, il presidente Nixon autorizzò attacchi aerei dei velivoli tattici nell'area compresa tra il limite nord della zona demilitarizzata e il 18º parallelo, ovvero la parte più meridionale del Vietnam del Nord; questi attacchi, diretti in particolare contro le linee di comunicazione, rappresentarono la prima campagna di bombardamenti sistematici del Vietnam del Nord dalla sospensione dell'operazione Rolling Thunder nel novembre 1968. Il 5 aprile gli attacchi furono estesi alla zona a nord del 20º parallelo, avviando la cosiddetta "operazione Freedom Train", mentre il primo bombardamento di B-52 a nord della zona demilitarizzata si ebbe il 10 aprile; Nixon decise poi di incrementare il ritmo dell'offensiva aerea contro il Nord autorizzando l'attacco a obiettivi situati nelle vicinanze delle città di Hanoi e Haiphong, per poi dare il via l'8 maggio all'operazione Pocket Money, lo sgancio di mine navali davanti ai principali porti nordvietnamiti. Il 9 maggio le operazioni aeree conobbero quindi l'apice con l'avvio dell'operazione Linebacker, una massiccia campagna di bombardamento strategico contro le vie di comunicazione, i depositi di materiale militare e le aree di stoccaggio in tutto il Vietnam del Nord; tra il 1º maggio e il 30 giugno B-52, cacciabombardieri e cannoniere volanti compirono 18 000 sortite offensive sopra il Vietnam del Nord, subendo la perdita di 29 velivoli.

## Conseguenze
Con la conclusione della controffensiva sudvietnamita nella zona del I Corpo a metà settembre, le principali operazioni belliche dell'offensiva di Pasqua ebbero fine, anche se azioni minori di consolidamento continuarono anche durante l'ottobre seguente. Entrambe le parti, benché esauste, rivendicarono la vittoria: se gli statunitensi credettero di vedere nella tenuta dei reparti dell'ESV e nei loro successivi contrattacchi una conferma della giustezza della politica di "vietnamizzazione" del conflitto, le debolezze interne della struttura di comando sudvietnamita, che erano state un po' rettificate durante l'emergenza, riapparvero immutate dopo che il pericolo era passato.
Durante l'offensiva più di 25 000 civili sudvietnamiti rimasero uccisi e quasi un milione dovette abbandonare le proprie case, 600 000 dei quali furono costretti ad alloggiare nei campi per rifugiati messi in piedi dal governo. Le perdite in combattimento riportate dagli statunitensi nel corso di tutto il 1972 ammontarono a circa 300 morti, la maggior parte dei quali riportati durante l'offensiva di Pasqua. Il Vietnam del Nord impegnò nell'offensiva 14 divisioni e 26 reggimenti indipendenti, subendo approssimativamente 100 000 perdite in combattimento oltre a vedersi distrutto quasi l'intero ammontare delle forze corazzate messe in campo (134 carri T-54, 56 PT-76 e 34 T-34); come contropartita, i nordvietnamiti stabilirono un controllo permanente su metà del territorio delle province più settentrionali del Vietnam del Sud nonché su alcune frange periferiche delle zone del II e III Corpo sudvietnamita, per un totale di circa il 10% della nazione.

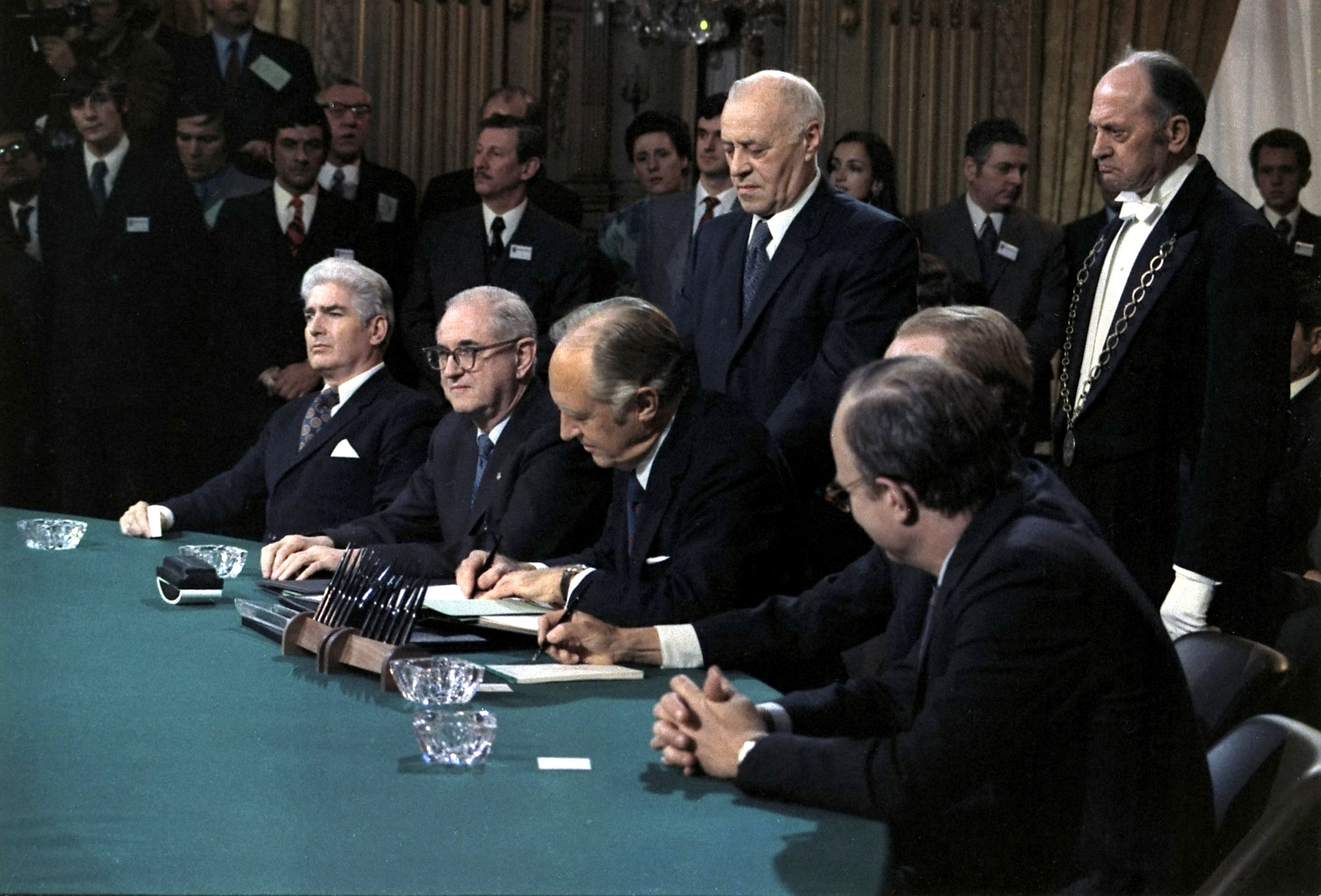
La firma degli accordi di pace di Parigi il 27 gennaio 1973

Si ritiene che la leadership nordvietnamita abbia sottostimato l'abilità in combattimento dell'esercito di Saigon, che nel 1972 era ormai divenuto una delle forze armate meglio equipaggiate al mondo, e non abbia compreso l'enorme potere distruttivo che le forze aeree statunitensi potevano mettere in campo contro un nemico impegnato in una battaglia convenzionale; in combinazione con questi errori strategici, i comandanti dell'EPV sprecarono la loro superiorità numerica locale ordinando attacchi frontali contro un pesante fuoco difensivo, subendo conseguentemente pesanti perdite. Tuttavia, i nordvietnamiti furono capaci anche di infliggere al nemico uno dei colpi più gravi di tutto il conflitto causando, secondo loro stime, circa 200 000 perdite tra morti e feriti all'ESV, un terzo di tutti gli effettivi delle forze armate sudvietnamite; il richiamo dei reparti di Saigon a nord e ovest e le pesanti perdite subite indebolirono la difesa delle regioni meridionali del paese, consentendo agli irregolari e agli agenti politici vietcong di infiltrarsi nelle linee sudvietnamite e di riguadagnare il terreno perduto nelle offensive governative degli anni precedenti. Il terreno conquistato dall'EPV fu poi sfruttato per estendere i corridoi di rifornimento dal Laos e dalla Cambogia dentro il Vietnam del Sud, impiegando in particolare le strutture portuali della città di Đông Hà.
L'offensiva di Pasqua ebbe un riflesso anche sui colloqui di pace tra statunitensi e nordvietnamiti, aperti già da diversi mesi a Parigi tra il segretario di stato Henry Kissinger e il membro del Politburo Lê Đức Thọ, e che sostanzialmente erano proseguiti anche durante gli attacchi dell'EPV. La politica intrapresa da Nixon a favore di una "distensione" con l'Unione Sovietica e la Cina fece aumentare la paura della leadership di Hanoi di essere abbandonata dagli alleati e di rimanere isolata e senza appoggi; la rielezione di Nixon alle elezioni del novembre 1972 appariva sicura a causa delle spaccature nel campo dei suoi avversari democratici, e una volta rieletto per un secondo mandato vi era la possibilità che il presidente ricorresse senza alcun timore alla forza militare. L'offensiva "Nguyễn Huệ" non aveva portato al crollo del regime sudvietnamita o delle sue forze armate come sperato, ma aveva consentito di guadagnare delle importanti posizioni soprattutto nella delicata zona del delta del Mekong: portare avanti la lotta contro un Nixon più bellicoso poteva essere rischioso, mentre la recente offerta avanzata da Kissinger circa il fatto che le unità nordvietnamite già stanziate a sud non dovessero essere necessariamente rimpatriate apriva uno spiraglio per un compromesso.
Uno degli scogli contro cui si erano arenati i negoziati era la richiesta dei nordvietnamiti che il presidente sudvietnamita Thieu rassegnasse le dimissioni e che a Saigon fosse istituito un governo di riconciliazione nazionale comprendente anche esponenti del Viet Cong, richiesta inaccettabile per gli statunitensi che per quanto interessati a cessare il prima possibile il loro coinvolgimento diretto nel conflitto non potevano sacrificare un alleato per compiacere un nemico. Del tutto inaspettatamente, l'8 ottobre 1972 Lê Đức Thọ avanzò una proposta che non contemplava più questa richiesta: Stati Uniti e Vietnam del Nord avrebbero stabilito un cessate il fuoco e definito altre questioni militari come il ritiro delle truppe e lo scambio dei prigionieri, lasciando la risoluzione delle questioni politiche a un comitato comprendente membri del Viet Cong e del governo di Saigon, che avrebbero continuato a esistere come entità distinte e a occupare le regioni del paese ora controllate. Questa offerta costituì la base per i successivi negoziati, proseguiti non senza difficoltà nelle settimane seguenti e intervallati da una nuova campagna di bombardamenti strategici statunitensi su Vietnam del Nord (operazione Linebacker II); infine, i rappresentanti delle parti in conflitto siglarono formalmente gli Accordi di pace di Parigi il 27 gennaio 1973.

### In lingua italiana
- Stanley Karnow, Storia della guerra del Vietnam, Milano, Rizzoli, 2006, ISBN 88-17-25884-9.

### In lingua inglese
- Dale Andrade, Trial By Fire: The 1972 Easter Offensive, America's Last Vietnam Battle, New York, Hippocrene Books, 1995.
- David Fulghum, Terrence Maitland et al., South Vietnam on Trial: Mid-1970–1972, Boston, Boston Publishing Company, 1984, ISBN 0-939526-10-7.
- A.J.C. Lavalle, Air Power and the 1972 Spring Invasion, Washington, D.C., Office of Air Force History, 1985.
- William W. Momyer, The Vietnamese Air Force, 1951–1975, An Analysis of its Role in Combat, Washington, D.C., Office of Air Force History, 1975.
- John Morrocco, Rain of Fire: Air War, 1969–1973, Boston, Boston Publishing Company, 1985, ISBN 0-939526-14-X.
- Bernard C. Nalty, Air War Over South Vietnam: 1968–1975, Washington, D.C., Air Force History and Museums Program, 2000.
- Dave Richard Palmer, Summons of the Trumpet: The History of the Vietnam War from a Military Man's Viewpoint, New York, Ballentine, 1978.
- Neil Sheehan, A Bright Shining Lie: John Paul Vann and America in Vietnam, New York, Random House, 1988.
- Lewis Sorley, A Better War: The Unexamined Victories and Final Tragedy of America's Last Years in Vietnam, New York, Harvest Books, 1999, ISBN 0-15-601309-6.
- Ngo Quang Trưởng, The Easter offensive of 1972, Washington, D.C., U.S. Army Center of Military History, 1980.